# Opopaea media
Opopaea media är en spindelart som beskrevs av Song och Xu 1984. Opopaea media ingår i släktet Opopaea och familjen dansspindlar. Inga underarter finns listade i Catalogue of Life.